# ユレンデル・デキャスター
- ユレンデル・デカスター

ユレンデル・デカスター（Yurendell Eithel de Caster, 1979年9月26日 - ）は、オランダ領アンティルのキュラソー島ブレバンガット出身の元プロ野球選手（内野手）。右投右打。

## 経歴
1996年、アマチュア・フリーエージェントでタンパベイ・デビルレイズに入団。
2001年、ピッツバーグ・パイレーツに移籍した。
2003年に第28回ヨーロッパ野球選手権大会のオランダ代表に選出された。
2004年にアテネオリンピックの野球オランダ代表に選出された。
2006年は開幕前の3月に開催された第1回WBCのオランダ代表に選出された。
同年5月21日、メジャーデビューを果たした。
2008年はワシントン・ナショナルズの傘下に所属した。シーズン途中に北京オリンピックの野球オランダ代表に選出された。
2009年開幕前の3月に開催された第2回WBCのオランダ代表に選出され、2大会連続2度目の選出を果たした。同大会ではドミニカ共和国戦でサヨナラとなる安打を記録している。
シーズンではニューヨーク・ヤンキースの傘下に所属した。
2010年以降はメキシカンリーグや独立リーグを中心にプレーしている。
2012年オフにはニカラグアプロ野球(ウィンターリーグ)で、2012年-2013年シーズンの三冠王に輝いた。
2013年開幕前の3月に開催された第3回WBCのオランダ代表に選出され、3大会連続3度目の選出となった。第2ラウンドの試合中に負傷したため、準決勝以降はジュリクソン・プロファーと交代した。
2014年9月2日に第1回フランス国際野球大会のオランダ代表に選出された。同大会でオランダ代表は初代優勝国となった。
大会終了後の12日に第33回ヨーロッパ野球選手権大会のオランダ代表に選出された。同大会ではオランダ代表が大会の記録である自国の20回の優勝を塗り替える3大会振り21度目の優勝を果たした。
2015年2月17日に「GLOBAL BASEBALL MATCH 2015 侍ジャパン 対 欧州代表」の欧州代表に選出された。
3月10日の第1戦に「6番 指名打者」で先発出場した。
3月11日の第2戦に「5番 指名打者」で先発出場し、松葉貴大から本塁打を記録している。
6月23日にメキシカンリーグのカンペチェ・パイレーツと契約する。7月8日に解雇となる。
オフの10月12日に、第1回WBSCプレミア12のオランダ代表候補選手36名に選出され、10月20日に第1回WBSCプレミア12のオランダ代表選手28名に選出された。
2016年は無所属だった。7月9日に第28回ハーレムベースボールウィークのオランダ代表に選出された。
8月25日に第2回フランス国際野球大会のオランダ代表に選出された。9月7日に第34回ヨーロッパ野球選手権大会のオランダ代表に選出された。両大会で優勝を果たした。
10月18日に日本代表との強化試合のオランダ代表に選出された。
2017年開幕前の2月7日に同年のアメリカ遠征のオランダ代表に選出された。2月9日に第4回WBCのオランダ代表に選出され、4大会連続4度目の選出を果たした。

## プレースタイル
メジャーの経験もあり、長らくオランダ代表の4番を務めたパワーヒッター。俊足も持ち合わせる。身体能力が高く、強肩と反応のよさを生かした軽快な内野守備を見せる。

## 詳細情報

### 年度別打撃成績
| 年 度    | 球 団    | 試 合 | 打 席 | 打 数 | 得 点 | 安 打 | 二 塁 打 | 三 塁 打 | 本 塁 打 | 塁 打 | 打 点 | 盗 塁 | 盗 塁 死 | 犠 打 | 犠 飛 | 四 球 | 敬 遠 | 死 球 | 三 振 | 併 殺 打 | 打 率 | 出 塁 率 | 長 打 率 | O P S |
| -------- | -------- | ----- | ----- | ----- | ----- | ----- | -------- | -------- | -------- | ----- | ----- | ----- | -------- | ----- | ----- | ----- | ----- | ----- | ----- | -------- | ----- | -------- | -------- | ----- |
| 2006     | PIT      | 3     | 2     | 2     | 0     | 0     | 0        | 0        | 0        | 0     | 0     | 0     | 0        | 0     | 0     | 0     | 0     | 0     | 2     | 0        | .000  | .000     | .000     | .000  |
| MLB：1年 | MLB：1年 | 3     | 2     | 2     | 0     | 0     | 0        | 0        | 0        | 0     | 0     | 0     | 0        | 0     | 0     | 0     | 0     | 0     | 2     | 0        | .000  | .000     | .000     | .000  |

### 背番号
- 37 （2006年）

### 代表歴
- 2003年ヨーロッパ野球選手権大会オランダ代表
- 2004年オリンピック野球オランダ代表
- 2006 ワールド・ベースボール・クラシック・オランダ代表
- 2008年オリンピック野球オランダ代表
- 2009 ワールド・ベースボール・クラシック・オランダ代表
- 2013 ワールド・ベースボール・クラシック・オランダ代表
- 2014年フランス国際野球大会オランダ代表
- 2014年ヨーロッパ野球選手権大会オランダ代表
- 2015 WBSCプレミア12 オランダ代表
- 2016 ハーレムベースボールウィーク オランダ代表
- 2016年フランス国際野球大会オランダ代表
- 2016年ヨーロッパ野球選手権大会オランダ代表
- 2017 ワールド・ベースボール・クラシック・オランダ代表
- 2019年ヨーロッパ野球選手権大会オランダ代表
- 2019 WBSCプレミア12 オランダ代表